# Närlunda

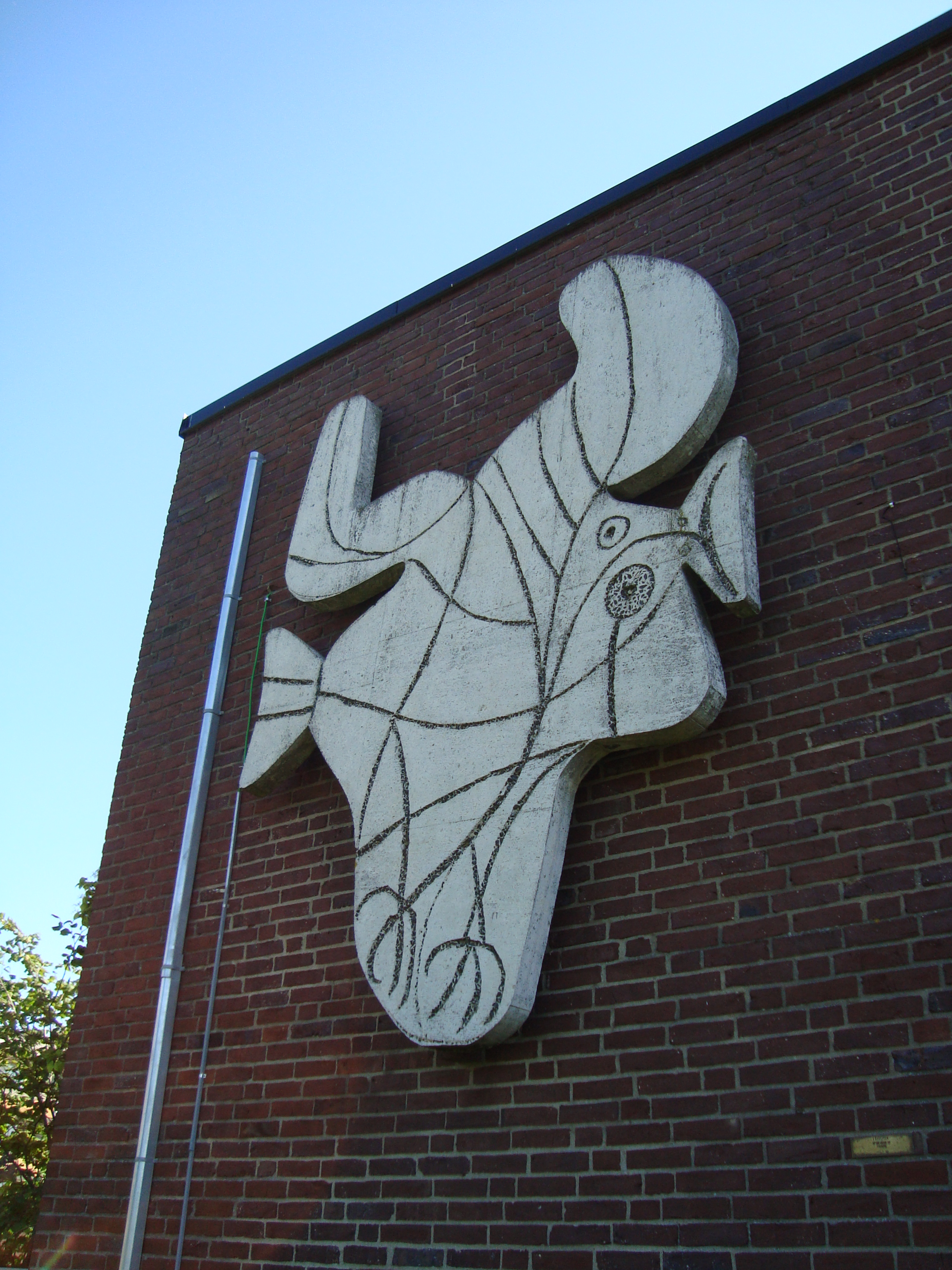
Väggskulptur av Pablo Picasso.

Närlunda är en stadsdel i Helsingborg, belägen sydost om stadens centrum, öster om Malmöleden, söder om Fältarpsvägen och nordväst om Elineberg. Den 31 december 2020 hade statistikområdet Närlunda 1 587 invånare. Sitt namn har området fått av landeriet Närlunda, som tidigare legat på platsen.

## Stadsbild
Stadsdelen avgränsas från Högaborg och Fältabacken i norr av Fältarpsvägen, från Eskilsminne i öster och Elineberg i söder av Gåsebäckens dalgång Jordbodalen. Området är präglat av dess flerbostadshus, som syns väl från Malmöleden, men en stor del av stadsdelens yta utgörs av grönområden i form av Jordbodalen, en mindre dal formad av Gåsebäcken på dess väg ner mot Råån, Folkparken (numera nöjesetablissemanget Sundspärlan), och Närlunda koloniförening. Bostadsbebyggelsen härstammar från miljonprogrammet och består av lamell- och skivhus, till största delen byggda i prefab-element av obehandlad betong. Byggnaderna är arrangerade norr till söder, dock något diagonalt med norra änden längre åt väst, med en höjd som varierar mellan tre och nio våningar. De högre husen är placerade i öster mot Folkparken, medan de lägre ligger i väster. I stadsdelens södra del, mot Jordbodalen ligger en vårdcentral och ett servicehus. Stadsdelen har endast en infartsväg, Närlundavägen, som löper in från Fältarpsvägen, med ett par avstickare till bostadsområdena. Vägen förlängdes till Ramlösavägen enbart som bussgata på 1980-talet. Helsingborgs högsta hus Höjdpunkten, med 22 våningar och en höjd på 66 meter, ligger på Närlundavägen.

## Historia
Bebyggelsen var sparsam i området före 1800-talet. Vid Gåsebäcken låg Gåsebäcksmöllan, omnämnd redan 1641 som "vattenmjölkvarn med tvenne par stenar", och längre österut låg Fältabackshusen, som bestod av ett antal mindre torp vid ett mindre vattendrag. Landsvägen mellan Helsingborg och Ramlösa gick även genom området. I mitten av 1800-talet började landshövdingen i Malmöhus län, greve Fredrik Posse, köpa upp mark i området och 1851 stod gårdens corps-de-logi färdigt, en vitputsad byggnad i två våningar innehållande 20 rum. Gården fick namnet Närlunda och från denna hade greven en vacker utsikt över ängarna nedanför landborgen och vidare ut över Öresund. Ett tag senare, 1864, byggde tidningsmannen Oscar Patric Sturzen-Becker villan Conzonetta i närheten av gården. Längre österut anlades 1866 ännu ett landeri, Fältarp, uppfört av rådman Otto Christian Wåhlin, som 1871 köptes upp av överste Johan Joachim Siöcrona. På 1890-talet erbjöd dennes efterkommande stadens arbetarrörelse att köpa gården och omgivande marker för 40 000 kronor, vilket så också skedde och Folkets park i Helsingborg kunde invigas den 1 maj 1895. 
År 1932 grundades Södra koloniträdgårdsfäreningen, numera Närlunda koloniförening, som är stadens äldsta förening på sin ursprungliga plats. Närlundas siste private ägare, August Wingårdh, testamenterade fastigheten till föreningen Hälsingborgs Bikupa 1955, vilken senare sålde vidare egendomen till staden. Det kommunala bostadsbolaget Hälsingborgshem (sedan år 2000 med namnet Helsingborgshem) köpte 1963 upp markerna kring Närlunda, vars lantliga idyll hade blivit offer för den växande industristaden. Nedanför landborgen hade industriområdet Gåsebäck vuxit fram och mellan detta och Närlunda hade motorvägen Malmöleden anlagts. Markerna skulle användas till bostadsbyggande som ett led i miljonprogrammet och man projekterade för bostäder åt 1 500 personer. Både Närlunda och Villa Conzonetta offrades i utvecklingens namn och revs 1965. Bostadsområdet byggdes 1969-71 och omfattade 515 lägenheter.

### Kända personer med anknytning till Närlunda
- Henrik Larsson
- Martin Olsson
- Marcus Olsson
- Imad Khalili
- Abdul Khalili
- Moustafa Zeidan

## Befolkningsutveckling
| Befolkningsutvecklingen i Närlunda 2000–2020 | Befolkningsutvecklingen i Närlunda 2000–2020 | Befolkningsutvecklingen i Närlunda 2000–2020 | Befolkningsutvecklingen i Närlunda 2000–2020 | Befolkningsutvecklingen i Närlunda 2000–2020 |
| -------------------------------------------- | -------------------------------------------- | -------------------------------------------- | -------------------------------------------- | -------------------------------------------- |
|                                              |                                              |                                              |                                              |                                              |
| År                                           |                                              |                                              | Folkmängd                                    |                                              |
| 2000                                         | 2000                                         |                                              | 1 114                                        |                                              |
| 2001                                         | 2001                                         |                                              | 1 046                                        |                                              |
| 2002                                         | 2002                                         |                                              | 1 053                                        |                                              |
| 2003                                         | 2003                                         |                                              | 1 116                                        |                                              |
| 2004                                         | 2004                                         |                                              | 1 117                                        |                                              |
| 2005                                         | 2005                                         |                                              | 1 125                                        |                                              |
| 2006                                         | 2006                                         |                                              | 1 123                                        |                                              |
| 2007                                         | 2007                                         |                                              | 1 125                                        |                                              |
| 2008                                         | 2008                                         |                                              | 1 163                                        |                                              |
| 2009                                         | 2009                                         |                                              | 1 244                                        |                                              |
| 2010                                         | 2010                                         |                                              | 1 248                                        |                                              |
| 2011                                         | 2011                                         |                                              | 1 255                                        |                                              |
| 2012                                         | 2012                                         |                                              | 1 274                                        |                                              |
| 2013                                         | 2013                                         |                                              | 1 256                                        |                                              |
| 2014                                         | 2014                                         |                                              | 1 392                                        |                                              |
| 2015                                         | 2015                                         |                                              | 1 500                                        |                                              |
| 2016                                         | 2016                                         |                                              | 1 480                                        |                                              |
| 2017                                         | 2017                                         |                                              | 1 420                                        |                                              |
| 2018                                         | 2018                                         |                                              | 1 473                                        |                                              |
| 2019                                         | 2019                                         |                                              | 1 456                                        |                                              |
| 2020                                         | 2020                                         |                                              | 1 587                                        |                                              |

## Demografi

### Befolkningssammansättning
Statistikområdet Närlunda hade 1 587 invånare den 31 december 2020, vilket utgjorde 1,4 % av befolkningen i hela Helsingborgs tätort (här alla statistikområden i Helsingborgs kommuns innerområde, motsvarande Helsingborgs tätort inklusive vissa närliggande småorter). Medelåldern var vid samma tid 39,9 år, vilket var något lägre än medelåldern för resterande Helsingborg på 40,7 år. Åldersmässigt hade stadsdelen en större andel yngre invånare i åldern 0 till 29 år och en lägre andel vuxna och äldre invånare i åldern 40 till 79 år. Åldersgruppen 80 år och äldre var däremot överrepresenterad och Närlunda hade den näst högsta andelen av denna åldersgrupp efter Råå.
Andelen personer med utländsk bakgrund, alltså personer som antingen är födda utanför Sverige eller har föräldrar som båda är födda utanför Sverige, var inom statistikområdet 44,4 %, vilket var högre än andelen för övriga Helsingborg med 30,3 %. Av de invånare som är födda utanför Sverige hade Närlunda en lägre andel personer födda i Europa utanför Norden och en märkbart högre andel födda utanför Europa än genomsnittet för staden och Närlunda var den stadsdel med högst andel födda utanför Europa.
| Åldersfördelning (2020) |        |  |  |  |
| Åldersgrupp             | Andel  |  |  |  |
| 0–9                     | 13,9 % |  |  |  |
| 0–9                     | 11,5 % |  |  |  |
| 10–19                   | 12,5 % |  |  |  |
| 10–19                   | 10,7 % |  |  |  |
| 20–29                   | 16,4 % |  |  |  |
| 20–29                   | 14,7 % |  |  |  |
| 30–39                   | 13,7 % |  |  |  |
| 30–39                   | 14,1 % |  |  |  |
| 40–49                   | 9,3 %  |  |  |  |
| 40–49                   | 12,1 % |  |  |  |
| 50–59                   | 10,0 % |  |  |  |
| 50–59                   | 12,5 % |  |  |  |
| 60–69                   | 7,0 %  |  |  |  |
| 60–69                   | 10,3 % |  |  |  |
| 70–79                   | 7,2 %  |  |  |  |
| 70–79                   | 8,8 %  |  |  |  |
| 80–                     | 9,9 %  |  |  |  |
| 80–                     | 5,1 %  |  |  |  |
|                         |        |  |  |  |
|                         |        |  |  |  |
| Medelålder              | 39,9   |  |  |  |
| Medelålder              | 40,7   |  |  |  |

| Utländsk bakgrund (2020)                |        |  |  |  |
|                                         |        |  |  |  |
| Andel                                   | 40,8 % |  |  |  |
| Andel                                   | 30,3 % |  |  |  |
| Födelseland (för födda utanför Sverige) |        |  |  |  |
| Region                                  | Andel  |  |  |  |
| Övriga Norden                           | 6,0 %  |  |  |  |
| Övriga Norden                           | 7,3 %  |  |  |  |
| Övriga Europa                           | 23,3 % |  |  |  |
| Övriga Europa                           | 37,8 % |  |  |  |
| Övriga Världen                          | 70,7 % |  |  |  |
| Övriga Världen                          | 54,8 % |  |  |  |

### Utbildning och inkomst
Befolkningen på Närlunda hade den 31 december 2020 en något lägre utbildningsnivå än Helsingborg som helhet. Andelen invånare mellan 20 och 64 år med endast förgymnasial utbildning låg över genomsnittet för staden och andelen med eftergymnasial utbildning var lägre än genomsnittet. Störst var andelen med 3-årig gymnasial utbildning, med 27,3 %. Medelinkomsten för statistikområdet uppgick 2020 till 306 800 kronor jämfört med 402 800 kronor för Helsingborg som helhet. Kvinnornas medelinkomst uppgick till 86,3 % av männens, vilket var mindre löneskillnad än för hela Helsingborgs tätort där andelen uppgick till ungefär 80 %.
| Utbildningsnivå (2020) |        |  |  |  |
| Utbildning             | Andel  |  |  |  |
| Förgymnasial           | 21,0 % |  |  |  |
| Förgymnasial           | 13,2 % |  |  |  |
| Gymnasial (≤2 år)      | 17,3 % |  |  |  |
| Gymnasial (≤2 år)      | 16,8 % |  |  |  |
| Gymnasial (3 år)       | 27,3 % |  |  |  |
| Gymnasial (3 år)       | 25,8 % |  |  |  |
| Eftergymn. (<3 år)     | 16,7 % |  |  |  |
| Eftergymn. (<3 år)     | 16,8 % |  |  |  |
| Eftergymn. (≥3 år)     | 14,0 % |  |  |  |
| Eftergymn. (≥3 år)     | 24,4 % |  |  |  |
| Ingen uppgift          | 3,8 %  |  |  |  |
| Ingen uppgift          | 3,0 %  |  |  |  |

| Förvärvsinkomst (2020) |         |  |  |  |
| Kön                    | Inkomst |  |  |  |
| Kvinnor                | 280,7   |  |  |  |
| Kvinnor                | 356,9   |  |  |  |
| Män                    | 325,1   |  |  |  |
| Män                    | 446,6   |  |  |  |
| Samtliga               | 306,8   |  |  |  |
| Samtliga               | 402,8   |  |  |  |

### Sysselsättning och hälsa
Arbetslösheten för personer mellan 20 och 64 år uppgick år 2020 till totalt 19,6 %, vilket är avsevärt högre än genomsnittet för Helsingborg. Arbetslöshetstalen var de samma för män och kvinnor. Den öppna arbetslösheten uppgick 2020 till 9,8 %. Andelen förvärvsarbetande uppgick 2019 till totalt 58,8 %. Av de förvärvsarbetande i stadsdelen pendlade 403 personer till arbeten utanför stadsdelen, medan 324 personer pendlade in till arbeten inom stadsdelen från boende utanför Närlunda.
Det genomsnittliga antalet utbetalda dagar med sjukpenning, arbetsskadesjukpenning, rehabiliteringspenning, sjukersättning och aktivitetsersättning från socialförsäkringen för stadsdelen uppgick år 2020 till 40 dagar, vilket var högre än de 23 dagar för Helsingborg som helhet. Ohälsotalet var större för kvinnorna än för männen, men Närlunda var den stadsdel med högst ohälsotal för män i staden.
| Arbetslöshet (2020) |        |  |  |  |
| Kön                 | Andel  |  |  |  |
| Kvinnor             | 19,6 % |  |  |  |
| Kvinnor             | 9,8 %  |  |  |  |
| Män                 | 19,6 % |  |  |  |
| Män                 | 10,2 % |  |  |  |
| Samtliga            | 19,6 % |  |  |  |
| Samtliga            | 11,1 % |  |  |  |

| Ohälsotal (2020) |       |  |  |  |
| Kön              | Dagar |  |  |  |
| Kvinnor          | 41    |  |  |  |
| Kvinnor          | 27    |  |  |  |
| Män              | 39    |  |  |  |
| Män              | 19    |  |  |  |
| Samtliga         | 40    |  |  |  |
| Samtliga         | 23    |  |  |  |